# NASA World Wind

Animazione: atmosfera e effetto ombra in v1.4

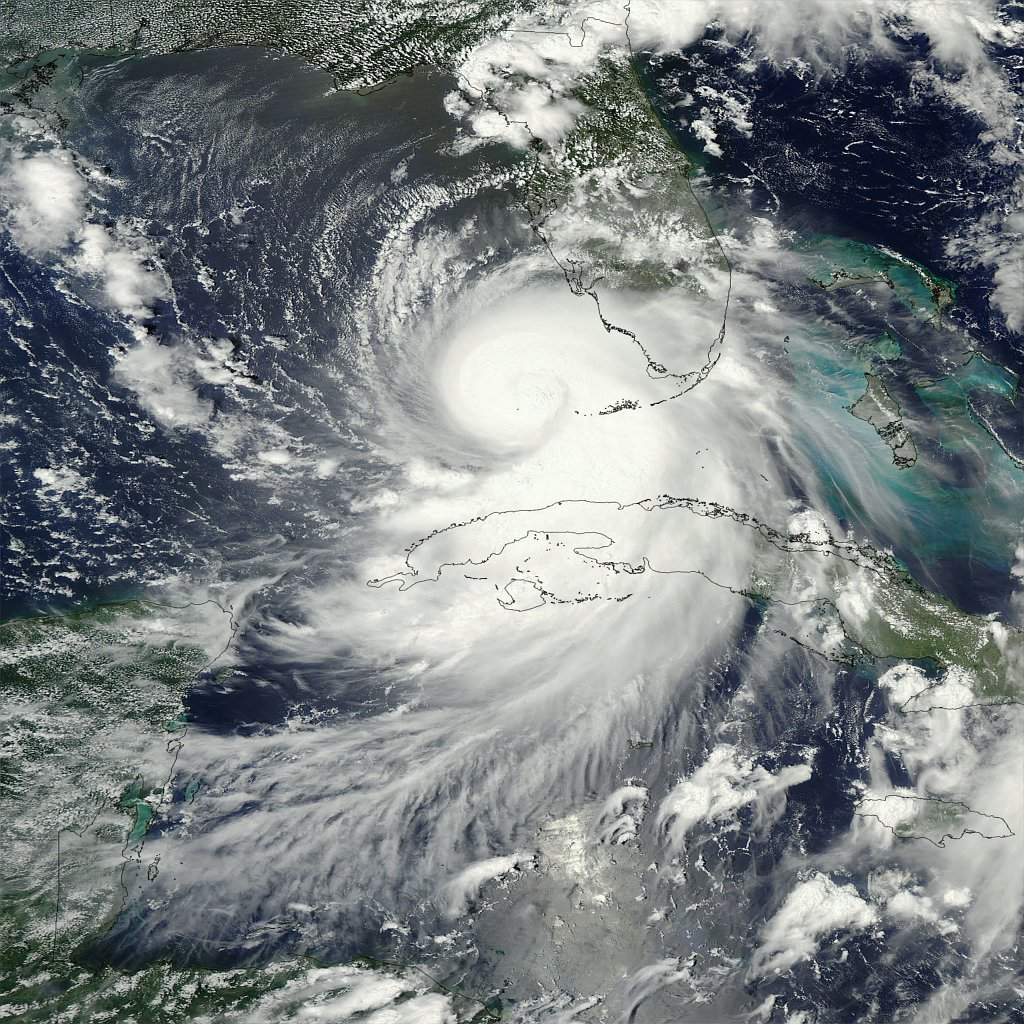
layer Rapid Fire MODIS - l'uragano Katrina

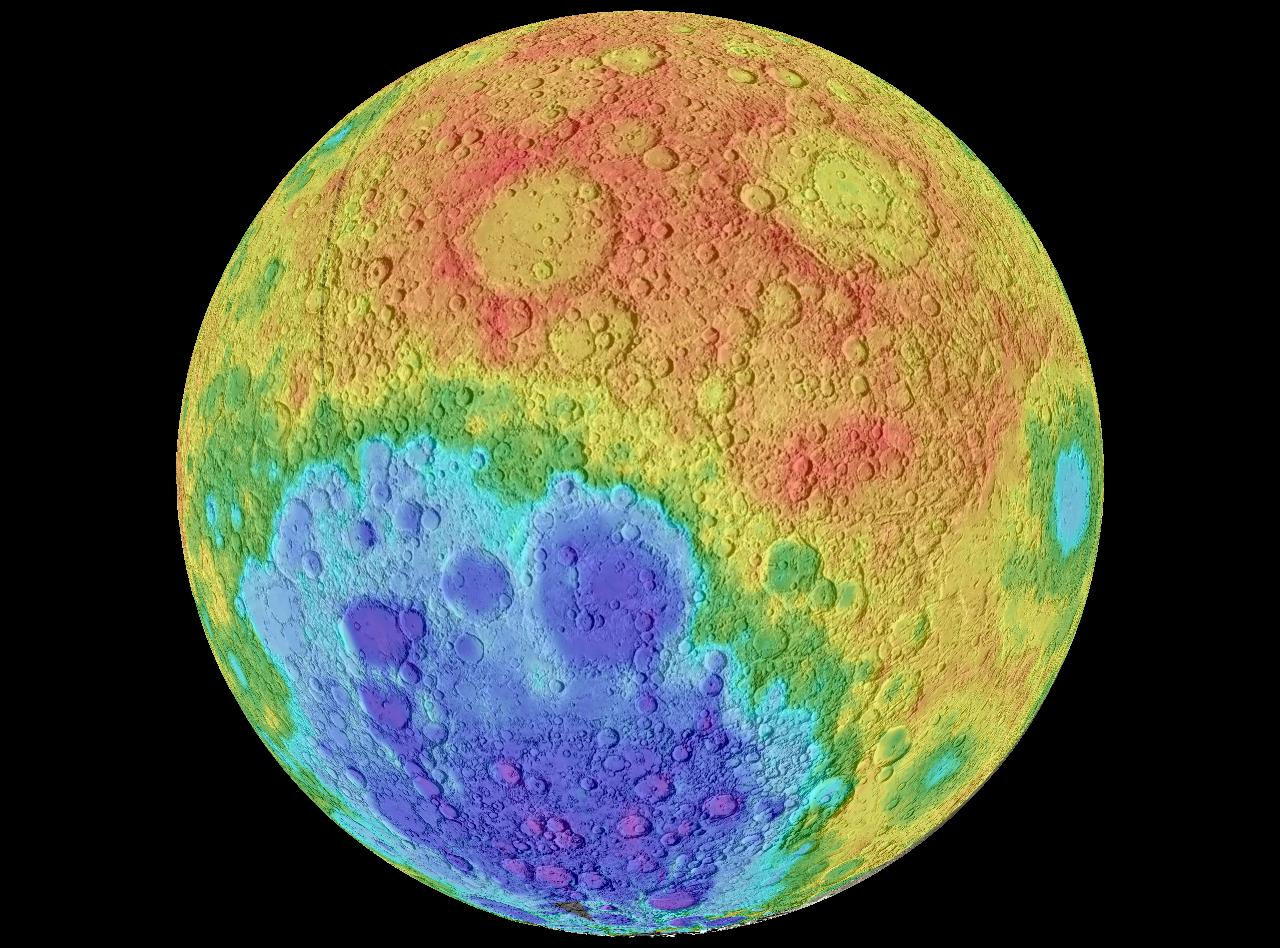
Luna - mappa ipsometrica

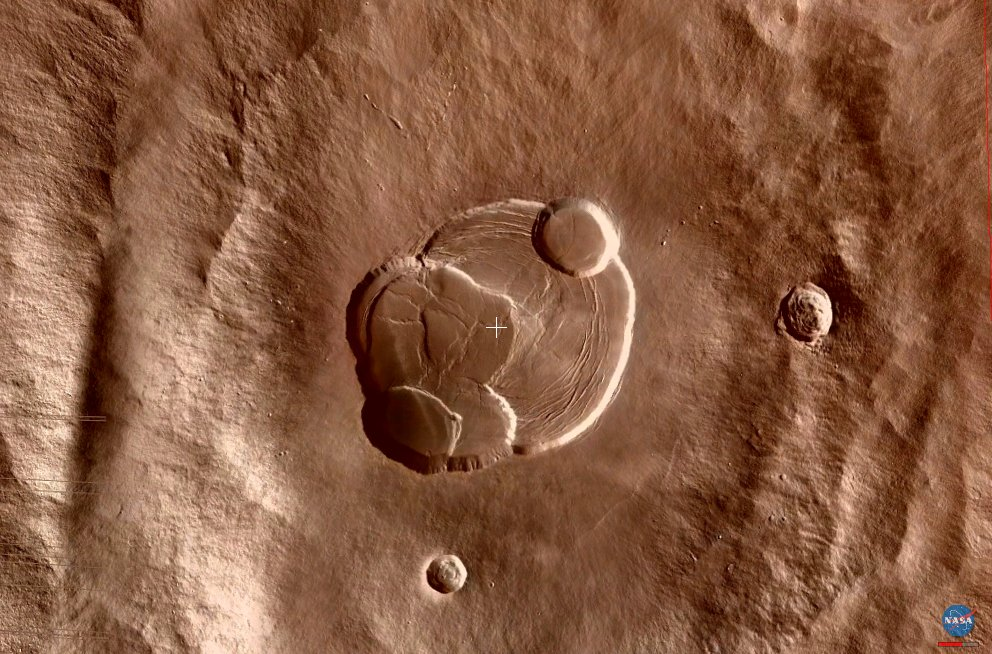
Marte (layer THEMIS) - Monte Olimpo

World Wind è un globo virtuale open source sviluppato dalla NASA e dalla comunità open source per l'uso su personal computer. Le versioni precedenti alla 1.4 erano limitate al sistema operativo Windows, mentre l'attuale è multipiattaforma.
Il programma sovrappone immagini satellitari e fotografie aeree USGS ad un modello tridimensionale della Terra, della Luna e di Marte. Venere e Giove sono disponibili nel menu File, così come i quattro satelliti Io, Ganimede, Europa e Callisto. World Wind utilizza altresì le immagini di stelle e galassie SDSS.
Microsoft ha concesso l'utilizzo dei dati non commerciali presenti sul suo portale Virtual Earth, attraverso l'apposito plugin
L'utente interagisce con il pianeta selezionato applicando una rotazione, inclinando la visione e aumentando o diminuendo la scala. Sono inclusi cinque milioni di toponimi, confini politici, linee di latitudine e longitudine e altre informazioni. World Wind fornisce la possibilità di navigare tra mappe e dati geospaziali usando Open Geospatial Consortium Web Map Service (la versione 1.4 usa Web Feature Service per il download dei toponimi), nonché l'importazione di ESRI Shapefile e segnaposti (placemark) da file kml/kmz.
Altre caratteristiche di World Wind: supporto per .X (DirectX maglia 3d dei poligoni), modelli e effetti visivi avanzati quali dispersione atmosferica e ombreggiatura.

## Fonti dati disponibili
In bassa risoluzione il dataset Blue Marble Archiviato il 17 ottobre 2008 in Internet Archive. è incluso nel download iniziale. Come l'utente aumenta la scala in certe aree vengono scaricati dati addizionali dal server NASA. La grandezza dei dati disponibili è circa 4,6 terabyte.

### Terra
- Blue Marble Next Generation imagery Archiviato il 17 ottobre 2008 in Internet Archive.;
- immagini Landsat 7:
  - NLT Landsat (Visibile e pseudo colore);
  - HeartSat Geocover Archiviato il 19 marzo 2007 in Internet Archive. 1990 e 2000 (pseudo colore; il layer 1990 è stato prodotto dalle immagini Landsat 4 e 5);
  - OnEarth (visibile e pseudo colore);
  - i-cubed (visibile).
- Immagini USGS:
  - Digitale Ortorettificata (monocroma declassificata, National Reconnaissance Office, fotografie del satellite spia KH-11);
  - Ortorettificate area urbana (montaggio delle foto aeree a colori delle maggiori aree metropolitane USA);
  - Mappe topografiche.
- Immagini Zoomit! (layer prodotto dalla comunità):
  - LINZ (montaggio delle foto aeree a colori della Nuova Zelanda);
  - GSWA (mappe topografiche e geologiche dell'Australia dell'ovest);
  - US imagery (montaggio delle foto a colori delle maggiori aree metropolitane USA).
- SRTM (SRTM30Plus/SRTMv2/USGS NED) dati di elevazione (inclusa la batimetria).
- Layers di dati animati:
  - MODIS;
  - GLOBE;
  - NRL tempo atmosferico attuale.

### Fonti extraterrestri

#### Luna
- Missione Clementine (40xx - Colore, 30xx - Scala di grigio)
- Mappa ipsometrica

#### Marte
- MOC (Mars Global Surveyor - Camera di Mars Orbiter)
- MOLA (MGS - Mappa ipsometrica dal laser altimetrico di Mars Orbiter)
- THEMIS (Mars Odyssey - Thermal Emission Imaging System)
- MDIM (missione Viking Archiviato il 23 maggio 2019 in Internet Archive. - Immagini digitale di Marte)

#### Venere
- missione Magellan Immagini Radar (Colore/scala di grigio)
- Mappa ipsometrica

#### Giove
- Giove
  - Callisto
  - Europa
  - Ganimede

#### Sloan Digital Sky Survey
- Survey Imagery:
  - SDSS Server
  - WMAP Image Server
- Footprint Imagery:
  - SDSS Footprint
  - FIRST (Faint Images of the Radio Sky at Twenty-cm ) Footprint

## Specifiche
- Risoluzione base
  - 500 m (Blue Marble Next Generation)
  - 15 m (immagini Landsat; eccetto per le aree polari)
- Alte risoluzioni tipiche
  - U.S.A.
    - USGS Ortorettificata: 1 m (scala di grigio; pressoché la totalità della copertura)
    - USGS Ortorettificata aree urbane: 0,25 m (Lista delle città coperte)
    - Zoomit!: da 0,15 m a 1 m Aree e dati

  - Nuova Zelanda
    - Zoomit! (da dati LINZ): 2,5 m (colore e scala di grigio)

  - Australia dell'ovest
    - Zoomit! (da GSWA): mosaico geologico di superficie 1:250.000, topografica 1:250.000, Intensità magnetica, Gravimetria Bouger

  - Sud Africa
    - Zoomit!: 0,5 m Robben Island
- Risoluzione dell'altitudine:
  - U.S.A.: 30 m (1 arcosecondo, USGS NED);
  - Globale: 90 m (3 arcosecondi SRTM);
  - Oceani: 2 arcominuti, o meglio
- Età:
  - Alcune immagini aeree USGS risalgono ai primi del 1990
  - Le immagini Landsat 7 sono tutte successive al 1999 (eccetto per la geocopertura 1990).

## Add-on e plugin

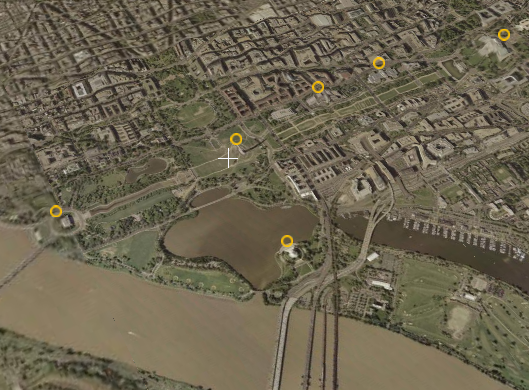
Washington DC, layer punti Wikipedia - le icone sono link agli articoli Wikipedia

Le funzionalità di World Wind possono essere estese usando svariati add-on.
Possibili tipi di add-on sono:
- Layers puntiformi - semplici files XML che mostrano l'allocazione (placemark) di punti di interesse (point of interest) come icone
- Layers traccia - percorsi (strade, confini)
- Layers lineari - XML con una lista di punti visualizzati come linea continua
- Forme poligonali - XML con una lista di punti visualizzati come un poligono pieno (piatto o estruso)
- Forme modello - XML usato per caricare maglie strutturate 3D
- Toponimi - punti specifici (quali città, alture, edifici) ai quali vengono assegnate etichette testuali
- Layer Immagine - Immagini di varie parti del mondo
- Script - file che controllano il movimento e l'inclinazione del punto di vista

I Plugin sono piccoli programmi scritti in C#, Visual Basic o J# che vengono caricati e compilati da World Wind al lancio del programma. Gli sviluppatori di Plug-In possono aggiungere funzionalità a World Wind senza modificare il codice sorgente del programma.

## World Wind Java
Nonostante sia un programma Open Source, World Wind rimane ristretto al s.o. Windows e si appoggia alle librerie Microsoft .NET e a DirectX. Le future versioni di World Wind saranno sviluppate in Java con OpenGL; esse avranno un'architettura API-centrica, con funzionalità trasferite ai componenti modulari lasciando alle API il cuore dell'applicazione. L'intento è di consentire ai Plugin di lavorare in modo più autonomo possibile (per esempio attraverso Python). Questo rifacimento consentirà di accedere a World Wind attraverso un browser. La prima release multipiattaforma Java è prevista per la metà del 2007 .

## Derivati e cloni
- WW2D è un'applicazione multipiattaforma, Open Source, basata sulle tecnologie java e OpenGL, che può girare su Microsoft Windows, macOS, Linux (x86 e AMD64) nonché Solaris SPARC. WW2D usa immagini dai server World Wind.
  - WW2D Plus One è un aggiornamento di WW2D che fornisce una vista in 3D.
- Punt è uno sviluppo derivato del progetto NASA World Wind, partito da due membri della comunità che ha contribuito allo sviluppo di World Wind.

Punt era basato sul codice di Wind 1.3.2, ma la sua prima release aveva funzionalità non incluse in World Wind 1.3.2 o 1.3.3 (come il supporto a diverse lingue). Attualmente Punt è disponibile per Windows, ma gli obiettivi a lungo termine includono il desiderio di migrare verso una soluzione multipiattaforma.
- Dapple è uno sviluppo derivato del progetto NASA World Wind, un progetto Open Source creato e sviluppato presso GeoSoft. Dapple è mirato ai professionisti del GIS, con funzionalità a loro dedicate, quali la facile integrazione di altri server WMS e un'interfaccia semplice, assai simile a Google Earth's.
- SERVIR-VIZ è una versione personalizzata di World Wind sviluppata da SERVIR.